# Rocky IV
Rocky IV je americký sportovní film z roku 1985, čtvrté pokračování filmové série Rocky, navazující na snímky Rocky, II, III a následovaný filmem Rocky V. Scénář napsal a film sám režíroval hlavní představitel Rockyho Balboa Sylvester Stallone.
Komerčně jde o nejúspěšnější snímek z celé série. Rocky IV vydělal přes 300 milionů amerických dolarů.
Děj navazuje přímo na film Rocky III, kdy do USA přijíždí kapitán rudé armády SSSR Ivan Drago. Drago v exhibičním utkání zabije Apollo Creeda, Rockyho přítele a Rocky Balboa se vydává do Sovětského svazu na neschválené utkání.

## Příběh
Do Spojených států přijíždí sovětská delegace včetně boxera Ivana Drago (Dolph Lundgren) a jeho ženy Ludmilly. Na území USA se má odehrát první americko-sovětská exhibice, kde proti Dragovi nastoupí Rockyho přítel Apollo Creed (Carl Weathers). Apollo bere zápas poměrně na lehkou váhu a Rocky Balboa (Sylvester Stallone) jej ještě před zápasem varuje, že o Dragovi vlastně vůbec nic neví.
Tato nevýhoda se projevuje ihned v ringu. Drago disponuje neuvěřitelnou silou úderu a Apollo je několikrát sražen k zemi. Ve druhém kole se mu navíc nedaří upadnout, ale opírá se o provazy a Drago mu během chvilky uštědří několik velmi tvrdých úderů do hlavy. Rocky Apollovi slíbil, že zápas nepřeruší vhozením ručníku do ringu. Creed je nejen poražen už ve druhém kole, ale navíc záhy umírá na následky těžkých úderů.
Rocky se rozhodne přijmout výzvu Ivana Drago a souhlasí i se zápasem na území SSSR. Vydává se se svým trenérem a Pauliem do nehostinné části Sovětského svazu, aby mohl trénovat. Během tréninku je celou dobou sledován dvojicí mužů v autě a navíc musí snášet Paulieho neustálé stížnosti na zimu, pohodlí, Rusko apod.
V druhé části tréninku za Rockym přilétá také Adriana, aby ho podpořila při nadcházejícím zápasu. Mezitím Ivan Drago podstupuje řádný trénink, zvyšuje sílu svého úderu až na 2150 psi a jsou mu také podávány různá anabolika.
Když dojde na zápas, Rocky oproti Dragovi působí jako David proti Goliášovi. Od počátku je převaha spíše na sovětské straně. Ovšem i Drago si trenérovi stěžuje a přirovnává Rockyho ke kusu železa. Zápas se dostane až do 15. kola, kde se soupeři už ani moc nekryjí a pouze rozdávají / inkasují údery protivníka. V závěru Drago už nemá sílu se pořádně krýt a Rocky mu dá několik finálních úderů a vyhrává zápas.
Rocky místo ovací pronese řeč k přítomným rusům ve smyslu, že když se dokázal změnit on, dokážou se oni změnit také.

## Obsazení
| Sylvester Stallone | Rocky Balboa                                                                   |
| Talia Shire        | Adriana Balboa – Rockyho žena                                                  |
| Burt Young         | Paulie Pennino – Adrianin bratr                                                |
| Carl Weathers      | Apollo Creed – Rockyho přítel a bývalý soupeř, který umírá ve 2. kole s Dragem |
| Dolph Lundgren     | Ivan Drago – sovětský favorit na titul mistra těžké váhy                       |
| Brigitte Nielsen   | Ludmila Drago – Dragova žena a manažerka v jednom                              |

## Hudba
Hudbu k filmu tentokrát složil Vince DiCola, který nahradil Billa Contiho. Ten byl tou dobou příliš zaneprázdněn prací na filmu Karate Kid.

## Zajímavosti
- Brigitte Nielsen hrající ženu sovětského boxera byla ve skutečnosti v letech 1985–87 manželkou Sylvestera Stallone.[1]
- O roli Ivana Drago se ucházelo více než 8 000 lidí. Po odvolání byl vybrán Dolph Lundgren po kterém ještě Stallone požadoval nabrat více svalové hmoty.[1]
- Scény, kde Rocky trénuje se nenatáčely v Rusku, ale ve Wyomingu v USA.[1]
- Stallone měl při natáčení 75 kg na jeho 175 cm výšky. Jeho tělo obsahovalo pouhá 4 % tuku, což je na samé hranici zdravotních potíží a selhání orgánů.[1]
- Snímek nepřímo zapříčinil vznik filmu Predátor. V Hollywoodu koloval vtip, že když Rocky porazil všechny možné soupeře na Zemi, jeho příští souboj bude proti mimozemšťanovi. Tvůrci filmu Predátor si toto vzali vážně a začali pracovat na snímku souboje mimozemského tvora s vypracovaným pozemšťanem.[2]